# Arabsolfågel
Arabsolfågel (Cinnyris hellmayri) är en fågelart i familjen solfåglar inom ordningen tättingar som förekommer på södra Arabiska halvön. Den behandlas traditionellt som en del av abessinsolfågel men urskiljs allt oftare som egen art.

## Utseende
Denna art är en medelstor (13 cm) solfågel med relativt lång och nerböjd näbb. I sitt utbredningsområde har den mörkare fjäderdräkt än någon annan solfågel. Hane i häckningsdräkt har metalliskt grönglänsande ovansida och strupe, svart buk och rött bröstband, medan honan är enfärgat blek undertill utom undre stjärttäckarna. Fågeln är mycket lik abessinsolfågel, men är större. Hanen har vidare mycket smalare och något mattare rött bröstband samt mer utbrett och djupare blått på övre stjärttäckarna, medan honan är mycket mörkare grå eller gråbrun.  Även sången är annorlunda.

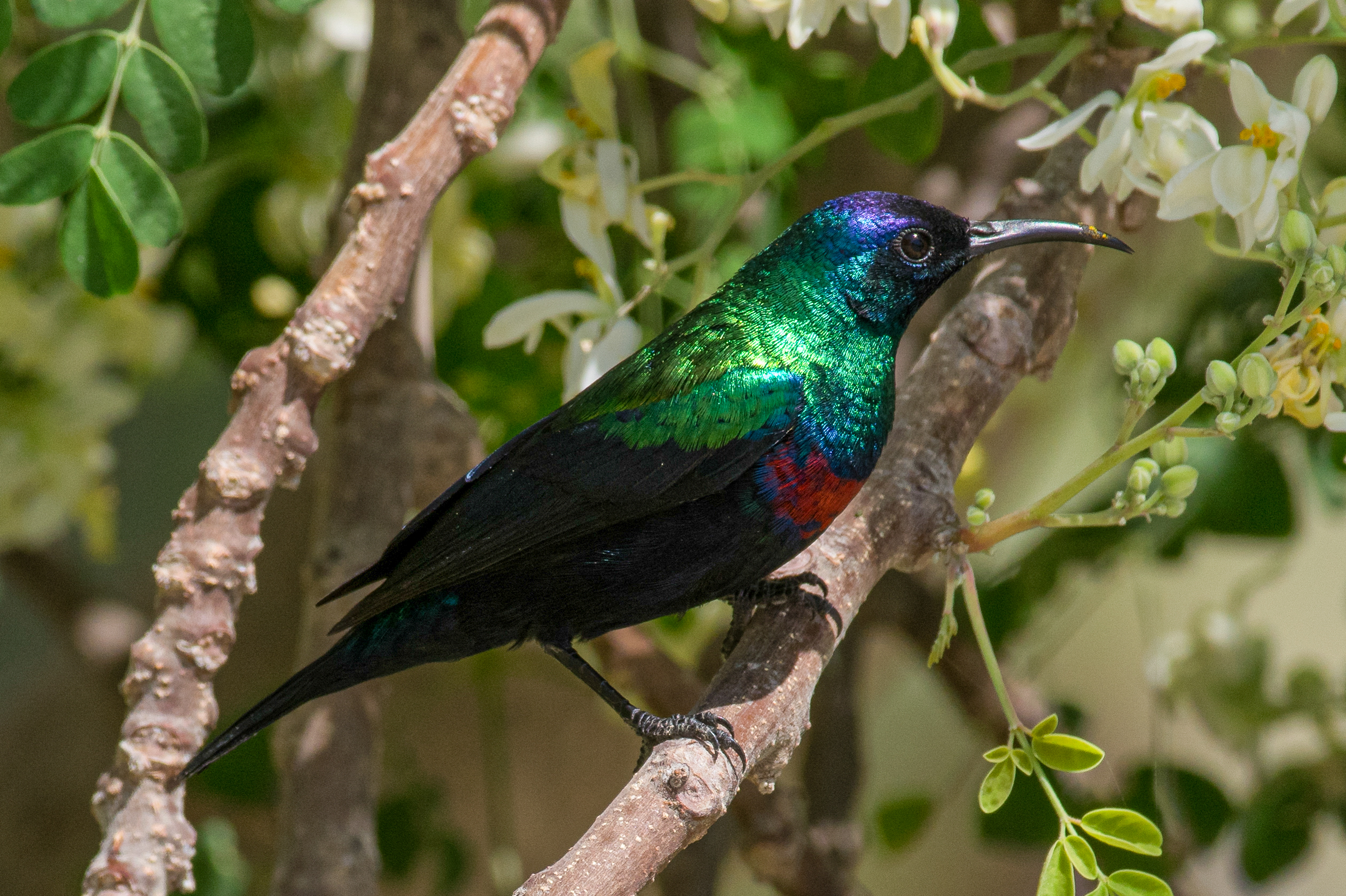

## Utbredning och systematik
Fågeln förekommer på sydvästra Arabiska halvön och delas in i två underarter med följande utbredning:
- C. h. kinneari – västra Saudiarabien (södra Hijaz söderut till Asir)
- C. h. hellmayri – sydvästligaste Saudiarabien (Najranområdet), Jemen och sydvästra Oman

Arabsolfågeln betraktades tidigare som underart till abessinsolfågel (Cinnyris habessinicus), men urskiljs sedan 2016 som egen art av Birdlife International och IUCN. 2021 följde tongivande International Ornithological Congress efter, och även svenska BirdLife Sverige urskiljer den numera som egen art.

## Levnadssätt
Fågeln ses i frodig vegetation i branta wadis. Den lever av nektar och ryggradslösa djur, bland annat fjärilslarver. Arten häckar mestadels mellan mars och juli, men häckningsaktivitet har noterats året om.

## Status och hot
Arten har ett stort utbredningsområde och en stor population med stabil utveckling och tros inte vara utsatt för något substantiellt hot. Utifrån dessa kriterier kategoriserar internationella naturvårdsunionen IUCN arten som livskraftig (LC).

## Namn
Fågelns vetenskapliga artnamn hedrar den österrikisk-amerikanska ornitologen Carl Eduard Hellmayr (1878-1944).